# Мержинский, Антон Фаддеевич

Титульный лист «Źródła do mytologii litewskiej : od Tacyta do końca XIII wieku» Мержинского. 1892

Антон Фаддеевич Мержинский (настоящие имя и фамилия — Антоний Юлиан Мержинский) (пол. Antoni Julian Mierzyńsk; 1829—1907) — польский учёный, филолог, историк, медиевист

## Биография
Учительствовал в Познани, потом был профессором греческого языка и словесности в Варшавской главной школе и Варшавском университете, а также деканом историко-филологического факультета университета.
Кроме классической филологии, Мержинский занимался исследованием литовской мифологии. О результатах своих трудов сообщал на археологических съездах в Киеве, Москве и Вильне.

## Избранные труды
- «De vita moribus scriptisque Latinis Sebastiani Fabiani Acerni» (1857)
- «Prźeskłady do tłumaczenia z greckiego na polskie i z polskiego na greckie» (Познань, 1861),
- «O dzisiejszem stanowisku filologii» (Варшава, 1865),
- «Przyczynki do mytologii porównawczej» (Варшава, 1865),
- «Jan Lasicki» (Краков, 1870),
- «Исследование о Персее» (Варшава, 1872),
- «Danæ i Perseusz» (Варшава, 1876),
- «Mythlogiæ Lituanicæ Monumenta» (Варшава, ч. I, 1892; ч. II, 1896)
- «Źródła do mytologii litewskiej : od Tacyta do końca XIII wieku» (Варшава, 1892)
- «Zródla do mytologii litewskiej : wiek XIV i XV» (1896) и др.